# جود ترامب
جود ترمب (بالإنجليزية: Judd Trump) هو لاعب سنوكر بريطاني، ولد في 20 أغسطس 1989 في Whitchurch ‏ في المملكة المتحدة.

## روابط خارجية
- جود ترامب على موقع AZBilliards.com (الإنجليزية)
- جود ترامب على موقع CueTracker.net (الإنجليزية)
- جود ترامب على موقع بطولة العالم للسنوكر (الإنجليزية)